# Pternistis
Pternistis is een geslacht van vogels uit de familie fazantachtigen (Phasianidae). Dit geslacht is nauw verwant aan de geslachten Francolinus, Peliperdix en Scleroptila. Soorten uit deze geslachten zijn hoenders die sterk lijken op patrijzen; ze zijn echter slanker en de snavel en de nek is langer. Ze zijn tussen de 31 en 42 cm lang en hun gewicht varieert tussen de 0,25 en 1,5 kg. Deze 24 soorten komen in Afrika voor.

## Soorten
Het geslacht kent de volgende soorten:
- Pternistis adspersus  – Roodsnavelfrankolijn
- Pternistis afer  – Roodkeelfrankolijn
- Pternistis ahantensis  – Ahantafrankolijn
- Pternistis bicalcaratus  – Barbarijse frankolijn
- Pternistis camerunensis  – Kameroenfrankolijn
- Pternistis capensis  – Kaapse frankolijn
- Pternistis castaneicollis  – Roestkopfrankolijn
  - Pternistis c. atrifrons  – Zwartmaskerfrankolijn (door BirdLife International als soort beschouwd)
- Pternistis clappertoni  – Clappertons frankolijn
- Pternistis erckelii  – Erckels frankolijn
- Pternistis griseostriatus  – Grants frankolijn
- Pternistis hartlaubi  – Hartlaubs frankolijn
- Pternistis harwoodi  – Harwoods frankolijn
- Pternistis hildebrandti  – Hildebrandts frankolijn
- Pternistis icterorhynchus  – Geelsnavelfrankolijn
- Pternistis jacksoni  – Jacksons frankolijn
- Pternistis leucoscepus  – Geelkeelfrankolijn
- Pternistis natalensis  – Natalfrankolijn
- Pternistis nobilis  – Bamboefrankolijn
- Pternistis ochropectus  – Djiboutifrankolijn
- Pternistis rufopictus  – Grijshalsfrankolijn
- Pternistis squamatus  – Geschubde frankolijn
- Pternistis swainsonii  – Swainsons frankolijn
- Pternistis swierstrai  – Swierstra's frankolijn